# Амна
Амна Алајбеговић (Грац, 3. август 2001) српска је певачица.

## Биографија
Рођена је 3. августа 2001. године у Грацу, у Аустрији. Детињство је провела у Бијељини, а онда се са 14 година сама преселила у Београд, где и тренутно живи. Похађала је основну музичку школу „Стеван Стојановић Мокрањац”, одсек клавир. Учествовала је на Ђурђевданском фестивалу 2013. године у Бањој Луци са песмом Да си сретан.
Поред певања бави се и глумом и плесом, а ишла је у школу Артимедија.
Године 2016. учествовала је у певачком такмичењу Пинкове звездице, када је имала 14 година, стигавши до полуфинала такмичења. Године 2019. учествовала је у петој сезони такмичења.
У првој сезони такмичења IDJ Show током 2022. године, улази у првих 12 такмичара након аудиције на којој је певала своју ауторску песму. У склопу такмичења објавила је своју прву песму Лагана за IDJ Tunes. У јуну је победила на такмичењу.

## Дискографија

### Студијски албуми
- Таква сам (2025)

### Мини-албуми
- Испод коже (2023)

### Синглови
- Сањала сам (2020)
- Трчи, трчи (са Медиком) (2021)
- Абсент (2022)
- Лагана (2022)
- Аурора (са Николијом) (2022)
- Топи ме (2022)
- Прођи са мном Босном (са Албином) (2022)
- Ти си та (2023)
- Насловна (са Бибом) (2024)
- Тесто (са Николијом) (2024)
- Гори град (2024)
- Рођендан (2024)
- Срце ланено (2025)
- Northface (са Клијентом) (2025)
- Нова година (са Бибом) (2025)

#### Обраде
- Маније x Гето принцеза x Гринго (2022)
- Из далека (са Лорес) (2022)
- 30. фебруар (са Емелом) (2022)
- Огучио сам је (2022)
- Прођи са мном Босном (са Едијем) (2023)
- Тактика са Томом (2023)
- Извини мама (са Белмином) (2024)

## Награде и номинације
| Година | Награда               | Категорија          | Песма                  | Исход      | Реф.   |
| ------ | --------------------- | ------------------- | ---------------------- | ---------- | ------ |
| 2023.  | Music Awards Ceremony | Урбан поп нумера    | „Лагана”               | Номинација | [ 7 ]  |
| 2023.  | Music Awards Ceremony | Вирални видео       | „Лагана”               | Номинација | [ 7 ]  |
| 2023.  | Music Awards Ceremony | Њу ејџ колаборација | „Аурора”               | Номинација | [ 8 ]  |
| 2023.  | Music Awards Ceremony | Музички видео       | „Аурора”               | Номинација | [ 9 ]  |
| 2023.  | Music Awards Ceremony | Њу ејџ колаборација | „Прођи са мном Босном” | Номинација | [ 10 ] |